# De Lier
De Lier est un village situé dans la commune néerlandaise de Westland, dans la province de la Hollande-Méridionale. Le 1er janvier 2008, le village comptait 11 925 habitants.

## Histoire
De Lier a été une commune indépendante jusqu'au 1er janvier 2004 date à laquelle elle a fusionné avec Naaldwijk, 's-Gravenzande, Monster et Wateringen pour former la nouvelle commune de Westland.